# Arthur Trattler
Arthur Trattler (* 22. Februar 1917 in Spittal an der Drau; † 15. Februar 1994 ebenda) war ein österreichischer Landesbeamter und Widerstandskämpfer gegen den Nationalsozialismus.

## Leben
Nach dem Besuch des Gymnasiums in Klagenfurt studierte er Rechtswissenschaften an der Universität Graz, wo er auch zum Dr. iur. promoviert wurde. Er war Mitglied der katholischen Studentenverbindungen KÖHV Carolina Graz im ÖCV sowie des Fachtechnischen Vereins Nibelungia Klagenfurt, welcher nach dem Zweiten Weltkrieg in die K.ö.St.V. Babenberg Klagenfurt im MKV aufgegangen ist.
Im Zweiten Weltkrieg war er als Unteroffizier in der deutschen Wehrmacht einberufen. Ab 1943 war er für die Antifaschistische Freiheitsbewegung Österreichs (AFOe) engagiert, vor allem als Flugblatt-Autor während seiner Fronturlaube. Er kam zur AFOe durch seinen Schwager Ernst Ortner, der zum Tode verurteilt und am 22. März 1945 enthauptet wurde. Trattler selbst wurde im Mai 1944 bei Monte Cassino verhaftet und stand am 25. Oktober 1944 wegen „Vorbereitung zum Hochverrat“ vor dem Volksgerichtshof.
Trattler trat in den Landesdienst ein und war nahezu 31 Jahre Bezirkshauptmann in Spittal an der Drau.

## Ehrungen
- 1960: Verdienstkreuz 1. Klasse der Bundesrepublik Deutschland

| Personendaten    | Personendaten                                                           |
| ---------------- | ----------------------------------------------------------------------- |
| NAME             | Trattler, Arthur                                                        |
| KURZBESCHREIBUNG | österreichischer Landesbeamter, Bezirkshauptmann und Widerstandskämpfer |
| GEBURTSDATUM     | 22. Februar 1917                                                        |
| GEBURTSORT       | Spittal an der Drau                                                     |
| STERBEDATUM      | 15. Februar 1994                                                        |
| STERBEORT        | Spittal an der Drau                                                     |